# Barylite
La barylite è un minerale appartenente al gruppo della melilite.